# Coppa Italia di Serie B 2024-2025 (pallavolo)
La Coppa Italia di Serie B 2024-2025 si è svolta dal 25 gennaio al 19 aprile 2025: al torneo hanno partecipato otto squadre di club italiane e la vittoria finale è andata per la prima volta al Green Galatone.

## Formula
La formula ha previsto:
- Prima fase, con partite di andata e ritorno ad eliminazione diretta (in caso di parità al termine delle due partite si è disputato un golden set);
- Semifinali, finale per il 3º posto e finale, tutte in gara unica[2].

## Squadre partecipanti
| Squadra           | Qualificazione                                     |
| ----------------- | -------------------------------------------------- |
| Genzano           | 1ª nel girone di andata Serie B 2024-25 (girone F) |
| Green Galatone    | 1ª nel girone di andata Serie B 2024-25 (girone G) |
| Libertas Osimo    | 1ª nel girone di andata Serie B 2024-25 (girone E) |
| Lupi Santa Croce  | 1ª nel girone di andata Serie B 2024-25 (girone D) |
| Monselice         | 1ª nel girone di andata Serie B 2024-25 (girone B) |
| Next Atlas        | 1ª nel girone di andata Serie B 2024-25 (girone H) |
| Saronno           | 1ª nel girone di andata Serie B 2024-25 (girone A) |
| Stadium Mirandola | 1ª nel girone di andata Serie B 2024-25 (girone C) |

## Torneo

### Tabellone
|  | Quarti di finale  | Quarti di finale | Quarti di finale |   |                  | Semifinali | Semifinali |         |                 | Finale          | Finale |  |
|  |                   |                  |                  |   |                  |            |            |         |                 |                 |        |  |
|  | Lupi Santa Croce  | 3                | 3                |   |                  |            |            |         |                 |                 |        |  |
|  | Lupi Santa Croce  | 3                | 3                |   |                  |            |            |         |                 |                 |        |  |
|  | Saronno           | 2                | 0                |   |                  |            |            |         |                 |                 |        |  |
|  | Saronno           | 2                | 0                |   | Lupi Santa Croce | 3          |            |         |                 |                 |        |  |
|  |                   |                  |                  |   | Lupi Santa Croce | 3          |            |         |                 |                 |        |  |
|  |                   |                  | Genzano          | 0 |                  |            |            |         |                 |                 |        |  |
|  | Genzano           | 3                | Genzano          | 0 | 3                |            |            |         |                 |                 |        |  |
|  | Genzano           | 3                |                  |   |                  |            |            |         |                 |                 |        |  |
|  | Libertas Osimo    | 1                | 2                |   |                  |            |            |         |                 |                 |        |  |
|  | Libertas Osimo    | 1                | 2                |   | Lupi Santa Croce | 1          |            |         |                 |                 |        |  |
|  |                   |                  |                  |   |                  |            |            |         |                 |                 |        |  |
|  |                   |                  | Green Galatone   | 3 |                  |            |            |         |                 |                 |        |  |
|  | Stadium Mirandola | 3                | Green Galatone   | 3 | 19               |            |            |         |                 |                 |        |  |
|  | Stadium Mirandola | 3                |                  |   | 19               |            |            |         |                 |                 |        |  |
|  | Monselice         | 1                | 315              |   |                  |            |            |         |                 |                 |        |  |
|  | Monselice         | 1                | 315              |   | Monselice        | 1          |            |         | Finale 3º posto | Finale 3º posto |        |  |
|  |                   |                  |                  |   | Monselice        | 1          |            |         |                 |                 |        |  |
|  |                   |                  | Green Galatone   | 3 |                  |            |            |         |                 |                 |        |  |
|  | Next Atlas        | 1                | Green Galatone   | 3 | 1                |            |            | Genzano | 0               |                 |        |  |
|  | Next Atlas        | 1                |                  |   |                  |            |            | Genzano | 0               |                 |        |  |
|  | Green Galatone    | 3                | 3                |   |                  | Monselice  | 3          |         |                 |                 |        |  |

### Risultati

#### Prima fase

##### Andata
| 25 gennaio 2025 Centro Polisportivo Felice Dozio, Saronno Durata: - Spettatori:    | Saronno        | 2 - 3 | Lupi Santa Croce  | 25-21, 21-25, 25-16, 19-25, 11-15 |
| 25 gennaio 2025 Palazzetto dello Sport Schiavonia, Monselice Durata: - Spettatori: | Monselice      | 1 - 3 | Stadium Mirandola | 21-25, 25-22, 19-25, 14-25        |
| 25 gennaio 2025 Palazzetto dello Sport, Osimo Durata: - Spettatori:                | Libertas Osimo | 1 - 3 | Genzano           | 25-20, 22-25, 25-27, 21-25        |
| 26 gennaio 2025 Palestra Comunale, Galatina Durata: - Spettatori:                  | Green Galatone | 3 - 1 | Next Atlas        | 25-20, 25-20, 23-25, 25-21        |

##### Ritorno
| 29 gennaio 2025 PalaParenti, Santa Croce sull'Arno Durata: - Spettatori:    | Lupi Santa Croce  | 3 - 0 | Saronno        | 25-14, 25-20, 25-12                         |
| 29 gennaio 2025 Palasport Marco Simoncelli, Mirandola Durata: - Spettatori: | Stadium Mirandola | 1 - 3 | Monselice      | 22-25, 25-13, 20-25, 24-26 Golden set: 9-15 |
| 29 gennaio 2025 Palestra Marchesi, Genzano di Roma Durata: - Spettatori:    | Genzano           | 3 - 2 | Libertas Osimo | 25-20, 25-21, 26-28, 17-25, 15-12           |
| 29 gennaio 2025 PalaSparti, Lamezia Terme Durata: - Spettatori:             | Next Atlas        | 1 - 3 | Green Galatone | 25-19, 18-25, 14-25, 19-25                  |

#### Fase finale

##### Semifinali
| 18 aprile 2025 Palestra ITC Salvemini, Fasano Durata: 1h:32 - Spettatori: | Lupi Santa Croce | 3 - 0 | Genzano   | 25-22, 25-23, 25-23        |
| 18 aprile 2025 Palestra ITC Salvemini, Fasano Durata: 1h:55 - Spettatori: | Green Galatone   | 3 - 1 | Monselice | 25-21, 23-25, 26-24, 25-18 |

##### Finale 3º posto
| 19 aprile 2025 Palestra ITC Salvemini, Fasano Durata: - Spettatori: | Genzano | 0 - 3 | Monselice | 21-25, 23-25, 24-26 |

##### Finale
| 19 aprile 2025 Palazzetto dello Sport, Fasano Durata: - Spettatori: | Lupi Santa Croce | 1 - 3 | Green Galatone | 16-25, 25-23, 22-25, 23-25 |

## Premi individuali
| Premio                | Nome               | Squadra          |
| --------------------- | ------------------ | ---------------- |
| MVP                   | Henry Miranda      | Green Galatone   |
| Miglior palleggiatore | Martín Kindgard    | Green Galatone   |
| Miglior attaccante    | Leonardo Colli     | Lupi Santa Croce |
| Miglior centrale      | Federico Antonucci | Genzano          |
| Miglior libero        | Valerio Barone     | Green Galatone   |